# Apfeltrach
Apfeltrach est une commune de Bavière (Allemagne), située dans l'arrondissement d'Unterallgäu, dans le district de Souabe.

## Personnalités liées à la ville
- Irmgard Seefried (1919-1988), soprano née à Köngetried.